# Sanswire Stratellite
Stratellite war ein Luftschiffprojekt der Sanswire Networks, LLC aus Florida/USA, einer 100-Prozent-Tochter der GlobeTel Communications Corp., das zum Ziel hatte ein unbemanntes Starrluftschiff zu bauen, das ähnlich einem Satelliten in rund 20.000 Metern Höhe zur Übertragung von Telekommunikationsdaten dienen soll. Derartige Anstrengungen werden auch unter der Bezeichnung Höhenplattform (high altitude platform) zusammengefasst.
Ein solches Luftschiff soll bis zu 18 Monate in der Luft bleiben, bevor ein anderes Schiff seine Position einnimmt und es zur Wartung auf den Erdboden zurückkehrt.

## Entwicklung
Am 12. April 2005 wurde der Prototyp „Sanswire One“ (Sanswire 1) der Öffentlichkeit vorgestellt. Anfang Mai 2005 wurde er mit Helium gefüllt und anschließend in San Bernardino fertiggestellt, getestet und für seinen Jungfernflug vorbereitet. Er war im Gegensatz zum geplanten Luftschiff nur 57,30 m (188 ft) lang, stellte jedoch trotzdem das seinerzeit größte Starrluftschiff der Welt dar. Im Inneren befanden sich feste Verstrebungen, die ebenso wie das Gerüst aus Aluminium bestanden. In den Zwischenräumen waren die Gaszellen eingebracht.
„Sanswire One“ war ein Technologieträger, der zur Erprobung aller Komponenten dienen sollte.
Am 6. September 2005 wurde u. a. eine Absichtserklärung mit dem deutschen Zentrum für Sonnenenergie- und Wasserstoff-Forschung (ZSW) unterzeichnet. Gemeinsam sollte an der Entwicklung des solarelektrischen Antriebs geforscht werden.
Auch das US-Verteidigungsministerium interessierte sich für diese Technologie und arbeitete mit Sanswire zusammen. Ein Teil des Stratellite-Programms unterliegt daher der militärischen Geheimhaltung. Der Erstflug war mit Hilfe der US-Luftwaffe und der NASA auf der Edwards Air Force Base geplant. Nach einer Sanswire-Pressemitteilung vom 11. Oktober 2005 wurde der Jungfernflug unter den Augen des Militärs und geladener Gäste durchgeführt. Nähere Details wurden nicht genannt.
Am 15. November 2005 (Pressemitteilung Sanswire vom 16. November) wurden mit geladenen Gästen mit zwei militärischen Versuchsluftschiffen unterschiedlicher Größe unter der Bezeichnung „Sky Dragon“ Demonstrationsflüge vor geladenem Publikum auf dem Sanswire-Gelände in Palmdale/Kalifornien unternommen. Auch die Universität Stuttgart war über die Zusammenarbeit mit Sanswire an dem Projekt beteiligt. Über die Luftschiffe selbst wurden keine näheren Angaben gemacht. Sie wurden in Palmdale gefertigt und bereits zuvor getestet. Die Bezeichnung „Sky Dragon“ wird auch von der US-amerikanischen Aeros Corporation seit längerer Zeit für ihren bemannten Prallluftschifftyp Aeros-40B verwendet.
Es wurde Ende 2005 noch an Sanswire 2 gearbeitet, der als Technologie-Demonstrator für Sanswire 3, das erste kommerzielle Schiff dienen sollte, scheiterte jedoch an technischen Problemen.
Die Firma wandte sich im selben Jahr an die deutsche TAO Technologies GmbH unter ihrem Gründer Bernd-Helmut Kröplin, welcher bereits mit den Ideen des Cargolifters arbeitete. Gemeinsam gründeten sie in Florida die Sanswire-TAO.
Sanswire sollte verantwortlich sein für das Marketing der deutschen TAO-Produkte in USA, Mexiko und Kanada. 2010 wurde die Zusammenarbeit offiziell wieder aufgelöst, die Technik und die entsprechenden Rechte sind nach wie vor bei der TAO-Group in Deutschland. Die Bezeichnung „Sky Dragon“ auch wird für die entsprechenden Höhenplattformen der TAO Group verwendet.

## Kommunikation
Von seiner Position am Himmel liegt eine Fläche von rund 775 000 Quadratkilometern innerhalb der direkten Sicht bis zum Horizont. Der Radius für drahtlose Direktkommunikation soll theoretisch etwa 320 Kilometer betragen. Topografische Besonderheiten können den Radius jedoch einschränken. So könnte Österreich mit maximal 575 km in west-östlicher Ausdehnung (entspricht einem Radius von 288 km) unter Berücksichtigung der Abschattung an den westlichen Bergflanken in Vorarlberg nur knapp (aber vielleicht noch ausreichend) mit einem Standort versorgt werden.

## Antrieb und Steuerung
Die Steuerung erfolgt von einer Bodenstation aus, wobei die meisten Funktionen automatisch ablaufen. Mehrere GPS-Sensoren helfen dem Schiff seine Position über dem Boden zu halten bzw. dem vorgegebenen Kurs zu folgen.
Die Antriebsenergie für die Elektromotoren stammt von flexiblen Solarzellen auf der äußeren der beiden Luftschiffhüllen und wird tagsüber für den Nachtbetrieb zwischengespeichert. Dazu sollen von Proton Energy Systems entwickelte Brennstoffzellen verwendet werden, die tagsüber im Umkehrbetrieb Wasserstoff erzeugen können (RFC-regenerative fuel cell).
Die Hülle selbst bestand aus Spectra, einer hochfesten Polyethylenfaser (PE-UHMW), die in ihren Eigenschaften z. T. mit Aramidfasern vergleichbar ist.

## Technische Daten des geplanten Luftschiffs Sanswire 2
- Länge: 75 Meter (245 ft)
- Breite: 44 Meter (145 ft)
- Höhe: 26,5 Meter (87 ft)
- Traggasvolumen: 2.000 Kubikmeter (69.000 cft) Befüllung am Boden
- Gesamtvolumen: ca. 76.000 Kubikmeter (2,7 Mio. cft)
- Nutzlast: 0,5 bis 1,5 Tonnen, je nach Konfiguration des Schiffes
- Gipfelhöhe: 21.300 m (70.000 ft)
- Geplante Flughöhe 19.800 m (65.000 ft)

## FBI-Ermittlungen gegen ehemalige GlobeTel-Führungskräfte
Der ehemalige CEO von GlobeTec, Timothy Huff, wurde 2010 wegen „Securities and Tax Fraud Conspiracy“ zu 50 Monaten Haft verurteilt. Er hatte unter anderem zusammen mit Komplizen den Aktienkurs seiner Firma auf betrügerische Weise in die Höhe getrieben.
Weitere ehemalige Manager wurden zu hohen Geld-, Haftstrafen und Berufsverboten verurteilt, u. a. Lawrence Lynch (CFO), Joseph J. Monterosso (CTO), Luis Vargas.
GlobeTel Inc. ging in der World Surveillance Group, Inc. auf, welche kurz darauf vom Markt verschwand.